# Agave macroacantha
Agave macroacantha ist eine Pflanzenart aus der Gattung der Agaven (Agave). Ein englischer Trivialname ist „Black Spined Agave“.

## Beschreibung
Agave macroacantha wächst einzeln und formt einen kurzen Stamm. Die häufig sprossenden Rosetten sind klein. Die variablen, steifen, linealisch, bläulichen bis grauen Blätter sind 25 bis 35 cm lang und 2,5 bis 3 cm breit. Die welligen Blattränder sind gezahnt. Der dunkelbraune bis graue Enddorn ist 3 bis 3,5 cm lang.
Der rispige, schmale Blütenstand wird bis 2 m hoch. Die grünen, bereiften Blüten sind 50 bis 56 mm lang und erscheinen im oberen Bereich des Blütenstandes und reichen bis zur Spitze, an unregelmäßig angeordneten Verzweigungen. Manchmal bilden sich Bulbillen am Blütenstand. Die Blütenröhre ist bis 14 mm lang.
Die länglichen, dunkelbraunen dreikammerige Kapselfrüchte sind bis 45 mm lang und bis 20 mm breit. Die schwarzen Samen sind 6 bis 7 mm lang und 4 bis 5 mm breit.

## Systematik und Verbreitung
Agave macroacantha wächst in Mexiko in begrenzten Regionen in den Bundesstaaten Puebla und Oaxaca an steinigen Hängen, in Gras- und Waldland. Sie ist vergesellschaftet mit Kakteen- und Sukkulentenarten.
Die Erstbeschreibung durch Joseph Gerhard Zuccarini ist 1833 veröffentlicht worden. Synonyme sind Agave flavescens Salm-Dyck, Agave besseriana Van Houte, Agave subfalcata Jacobi und Agave oligophylla Baker.
Agave macroacantha ist ein Vertreter der Gruppe Rigidae. Typisch ist der kurze Stamm mit relativ kleinen Blättern. Trelease listet eine große Anzahl von Synonymen aufgrund von Zuccarinis Werk auf. Agave macroacantha wird im Botanischen Garten Huntington in San Marino in Kalifornien kultiviert.